# Mike Wengren
Michael Warren Wengren, detto Mike (3 settembre 1971), è un batterista statunitense, noto soprattutto per essere uno dei fondatori della band alternative metal statunitense Disturbed nel 1996.
È inoltre noto per la sua poliritmia e il suo suonare in stile tribale.

## Biografia
Nato e cresciuto a Evergreen Park, Illinois, Wengren suona la batteria sin dall'età di 10 anni, quando prese alcune lezioni per un mese, ma non iniziò a suonare seriamente fino ai 15 anni.
In diverse interviste ha affermato che i Metallica, Slayer, Judas Priest, Testament, Mötley Crüe, Pantera e Racer X sono state le sue più grandi influenze.
Il 31 agosto 2005 si dichiarò alla sua ragazza sul palco. Prima del termine del concerto, David Draiman passò il microfono a Wengren, che spiegò di aver trascorso molto tempo a Milwaukee in quel periodo e di aver incontrato la sua fidanzata lì. La invitò allora sullo stage e le chiese di sposarlo.
Negli ultimi anni è apparso negli spot di Pearl Drums.

## Discografia
Brawl
- 1994 - Demo Tape

Disturbed
- 2000 - The Sickness (Giant Records/Reprise Records)
- 2002 - Believe (Reprise Records)
- 2005 - Ten Thousand Fists (Reprise Records)
- 2008 - Indestructible (Reprise Records)
- 2010 - Asylum (Reprise Records)
- 2015 - Immortalized (Reprise Records)
- 2018 - Evolution (Reprise Records)
- 2022 - Divisive (Reprise Records)